# Beatriz Rico
Beatriz Juarros Rico (Avilés, 25 febbraio 1970) è un'attrice e ballerina spagnola.

## Biografia
Beatriz Rico, asturiana di nascita, iniziò la sua carriera nel mondo dello spettacolo come valletta del programma tv El Precio Justo. La sua espressività le ha permesso di migliorare la piattaforma lavorativa per lanciarsi nel mondo dell'interpretazione, al quale ha realmente destinato tutte le sue energie.
Ha studiato interpretazione nel laboratorio teatrale di William Layton e nelle scuole di teatro di Cristina Rota. Inoltre ha insegnato ballo e jazz nella scuola della madrilena Karen Taft, diventando sua assistente per 3 anni.
Dopo aver fatto i primi passi nel mondo dello spettacolo, iniziò a farsi conoscere, all'inizio come presentatrice di programmi per bambini (tra questi il quiz show Hugo) per poi partecipare nelle principali serie televisive come Carmen y familia, A las once en casa, Abierto 24 horas o, la più recente Paso adelante (Un Paso Adelante), su Antena 3 dove le sue doti di ballerina, un lato fino ad allora sconosciuto, le permisero di interpretare Diana, l'ambiziosa insegnante di danza moderna in una accademia di giovani aspiranti attori, cantanti e ballerini.
Ha inoltre partecipato in alcuni film italiani, tra cui Simpatici & Antipatici di Christian De Sica, dove interpreta Dolores, bella amante del romano gioielliere Roberto, quest’ultimo interpretato dallo stesso De Sica. 

### Vita privata
Nel marzo del 1999 l'attrice sposò Ignacio "Nacho" Ramírez, un tecnico audio che conobbe nel 1997. Nel 2000 la coppia ebbe un figlio. Nel 2002 la coppia ha divorziato.
Il 12 dicembre 2015 si è sposata con Rubén Ramírez.

## Filmografia

### Cinema
- Los hombres siempre mienten, regia di Antonio del Real (1995)
- Palace, regia di Joan Gràcia, Paco Mir e Carles Sans (1995)
- Hermana, pero ¿qué has hecho?, regia di Pedro Masó (1995)
- Istanbul kanatlarimin altinda, regia di Mustafa Altioklar (1996)
- Pesadilla para un rico, regia di Fernando Fernán Gómez (1996)
- Corazón loco, regia di Antonio del Real (1997)
- Simpatici & antipatici, regia di Christian De Sica (1998)
- Quince, regia di Francisco Rodríguez Gordillo (1998)
- Cuando el mundo se acabe te seguiré amando, regia di Pilar Sueiro (1998)
- Raluy, una noche en el circo, regia di Oscar Vega (2000)
- Le avventure e gli amori di Lazaro De Tormes (Lázaro de Tormes), regia di Fernando Fernán Gómez e José Luis García Sánchez (2001)
- Lua de Outubro, regia di Henrique de Freitas Lima (2001)
- Esta noche, no, regia di Álvaro Sáenz de Heredia (2002)
- Historia de un beso, regia di José Luis Garci (2002)
- Atraco a las 3... y media, regia di Raúl Marchand Sánchez (2003)
- È già ieri, regia di Guido Manfredonia (2004)
- Tiovivo c. 1950, regia di José Luis Garci (2004)
- El desenlace, regia di Juan Pinzás (2005)
- Por dinero negro, regia di Jaime Falero (2006)
- Cenizas del cielo, regia di José Antonio Quirós (2008)
- Radio Love, regia di Leonardo Armas (2008)
- Abrázame, regia di Óscar Parra de Carrizosa (2011)
- El clan, regia di Jaime Falero (2012)
- Amor verdadero, regia di Manu Ochoa (2013)
- Las hijas de Danao, regia di Fran Kapilla (2014)
- Fuera de foco, regia di Esteban Ciudad e José Manuel Montes (2015)

### Televisione
- Truhanes - serie TV, 1 episodio (1993)
- Encantada de la vida - serie TV, 1 episodio (1994)
- Carmen y familia - serie TV, 16 episodi (1996)
- Don Juan Itinerante, regia di Antonio Guirau - film TV (1998)
- A las once en casa - serie TV, 37 episodi (1998-1999)
- Jacinto Durante, representante - serie TV, 1 episodio (2000)
- Abierto 24 horas - serie TV, 34 episodi (2000-2001)
- 7 vidas - serie TV, 1 episodio (2001)
- Paso adelante (Un paso adelante) - serie TV, 55 episodi (2002-2004)
- Ellas y el sexo débil - serie TV, 4 episodi (2006)
- Manolo & Benito Corporeision - serie TV, 1 episodio (2007)
- Sanatorium Psiquiatricum, regia di Belén Verdugo - film TV (2011)
- La que se avecina - serie TV, 1 episodio (2013)
- Humans: Conciencia colectiva - miniserie TV, 1 episodio (2015)

## Doppiatrici italiane
- Tiziana Avarista in Paso adelante